# Lesław Adam
Lesław Adam (ur. 12 sierpnia 1908 we Lwowie, zm. 9 lipca 1979 we Wrocławiu) – polski prawnik, specjalista prawa finansowego i podatkowego, wykładowca Uniwersytetu Wrocławskiego.

## Życiorys
Był uczniem gimnazjum w Przemyślu oraz Gimnazjum im. Króla Stefana Batorego we Lwowie, gdzie w 1926 zdał egzamin maturalny. W 1930 ukończył studia prawnicze na Wydziale Prawa Uniwersytecie Jana Kazimierza, następnie był asystentem, starszym asystentem i wykładowcą w Katedrze Prawa Narodów i Nauki o Państwie, równocześnie pracując w lwowskiej Izbie Skarbowej. w 1937 obronił pracę doktorską Delegacje prawodawcze Ministrów w Anglii współczesnej, w latach 1938–1939 przebywał w Wielkiej Brytanii, Francji i Szwajcarii jako stypendysta Fundacji Rockefellera. W chwili wybuchu II wojny światowej pozostawał asystentem wolontariuszem w Katedrze Prawa Narodów, po wkroczeniu wojsk sowieckich do Lwowa pracował jeszcze do początku 1940 w Katedrze Prawa Państwowego. Następnie przebywał we Frysztaku i Jaśle, gdzie pracował jako księgowy i handlowiec. Współpracował z delegaturą Rady Głównej Opiekuńczej we Frysztaku. Pod koniec 1945 kierował referatem gospodarczym Brygady Wywiadowczej-WiN w Rzeszowie.
W 1945 zorganizował Państwowe Studium Administracyjne w Rzeszowie i następnie został jego dyrektorem. Od początku 1946 został zatrudniony na Uniwersytecie Wrocławskim jako zastępca profesora i kierownik Katedry Skarbowości i Prawa Skarbowego. We wrześniu 1946 został aresztowany pod zarzutem działalności konspiracyjnej i następnie skazany przez Wojskowy Sąd Rejonowy w Rzeszowie na karę 5 lat pozbawienia wolności, w 1947 został jednak zwolniony z mocy amnestii. Następnie powrócił na Uniwersytet Wrocławski, gdzie do 1950 kierował Katedrą (od 1950 Zakładem) Skarbowości i Prawa Skarbowego, od 1950 Katedrą Prawa Finansowego. Równocześnie od 1947 wykładał w Wyższej Szkole Handlowej we Wrocławiu, od 1950 w Wyższej Szkole Ekonomicznej, gdzie w latach 1950–1968 kierował Katedrą Prawa Finansowego. Prowadził także Wyższe Seminarium dla pracowników wrocławskich uczelni poświęcone zagadnieniom finansów z ekonomicznego i prawnego punktu widzenia.
Na Uniwersytecie Wrocławskim został w 1957 zatrudniony jako docent, w 1964 mianowany profesorem nadzwyczajnym, w 1972 otrzymał tytuł profesora zwyczajnego. W 1978 przeszedł na emeryturę.
Prace doktorskie pod jego kierunkiem napisali m.in. Edward Bertold, Janusz Chechliński, Eugenia Fojcik-Mastalska, Krystyna Jandy-Jendrośka, Józef Kaleta, Ryszard Mastalski, Marek Mazurkiewicz.
W latach 1962–1968 był przewodniczącym zarządu Oddziału PTE. W latach 1948–1954 zasiadał w Wojewódzkiej Radzie Narodowej we Wrocławiu jako przewodniczący Komisji Planowania, a następnie Komisji Finansów, Budżetu i Planu. Od 1948 należał do Stronnictwa Demokratycznego.
Autor 15 publikacji, w tym 5 książek. Najważniejsze to Podatki i opłaty w kapitalizmie (1962 r.) oraz Założenia regulacji prawnej kontroli finansowej (1972 r.).
W PRL został odznaczony Złotym Krzyżem Zasługi i Krzyżem Kawalerskim Orderu Odrodzenia Polski. W 1977 otrzymał Złoty Medal Uniwersytetu Wrocławskiego.
Został pochowany na cmentarzu św. Rodziny we Wrocławiu.